# Araure
Araure es una ciudad venezolana, capital del municipio homónimo en el estado Portuguesa, ubicado en la región centro occidental de Venezuela. Es una ciudad colonial e histórica. La ciudad limita al norte por el Estado Lara, al sur con el Municipio Páez y Municipio Esteller, por el este limita con el Municipio Agua Blanca y por el oeste con el Municipio Ospino. Además es el tercer municipio más poblado del estado Portuguesa, está dividido en dos parroquias: Río Acarigua y Araure. Cuenta con una altitud de 197 metros sobre el nivel del mar. Araure y Acarigua son llamadas "Las ciudades gemelas de Portuguesa" porque están prácticamente juntas.
Batallas y victorias independentistas tuvieron como testigo a la tierra que por pedido de Fray Ildefonso de Zaragoza nace con el nombre de ciudad de Araure a principios de mayo de 1696. Fue la segunda villa creada en Venezuela, inicialmente dispuesta en las inmediaciones de la quebrada de Armo, luego en 1697 fue intempestivamente trasladada a las inmediaciones de la quebrada de Araure muy cerca del pueblo de San Miguel de Acarigua invadiendo sus tierras y generando un impasse que perduró a lo largo de años, hoy en día es una pujante ciudad, emporio agroindustrial.

## Historia

### Fundación
Como la villa de San Carlos de Austria quedaba a más de veinte leguas del punto donde querían asentarse los misioneros de la zona escogida, la Villa de Nuestra Señora del Pilar de Zaragoza de Araure, surge a consecuencia de la necesidad que tenían de proveerse de escoltas para que los acompañaran en sus desplazamientos y en sus recorridos evangelizadores.
Durante un viaje que hace a España el misionero capuchino, fray Ildefonso de Zaragoza, en 1692, presentó al rey un memorial y solicitud para fundar una villa que diera resguardo y sostén a los diferentes pueblos indígenas que se asentaban en aquella extensa región llanera. Después de que el Consejo de Indias estudiara el caso, informó favorablemente y por Real Cédula expedida el 15 de junio de 1692, el rey dispuso que de acuerdo con el gobernador de la Provincia de Caracas, el obispo y el Prefecto de las Misiones, resolvieran lo conveniente a la petición de fray Ildefonso.
Atendiendo a la justa petición, el capitán general de la Provincia de Venezuela, comisionó al sargento mayor, José Ramírez de Arellano para que acompañado de fray Ildefonso de Zaragoza, escogieran el sitio idóneo para la ubicación de la villa.
La selección que se hacía entonces para la ubicación de un pueblo, estaba condicionada por una serie de factores favorables que dieran salubridad y comodidad a los vecinos que iban a ocupar el pueblo, como era el emplazamiento en sitio soleado, la cercanía de un río para abastecerse de aguas y pescado, bosques cercanos para abastecerse de leña y caza, además de que se contara con adecuadas tierras de labor y pastos cercanos para la ganadería. Recorrida la zona por ambos y algunos vecinos más que conocían aquellos parajes, se decidió levantar la villa al lado de la Quebrada de Armo que, en aquella época, satisfacía las diferentes necesidades de los nuevos vecinos. En el sitio escogido, se plantó una gran cruz de madera.
Se nombra a José García Campero teniente y justicia mayor y se le encarga hacer las diligencias para buscar a los nuevos vecinos de la villa. En pocos días, García Campero logra reunir 42 vecinos y a comienzos de enero de 1696, se daba inicio a instalaciones que provisionalmente dieran cobijos a los vecinos. Teniendo en cuenta García Campero que el sitio escogido para la fundación en 1694 en Quebrada de Armo no llevaba agua permanentemente, decidió establecer a principios de aquel año a un lugar más cercano, situando las márgenes de la quebrada de Araure, donde está el actual emplazamiento, próximo a la ciudad de San Miguel de Acarigua.
La decisión de García Campero suscitó enfrentamientos con los vecinos de Acarigua, quienes ya explotaban aquellos predios, conservando sembradíos y hatos ganaderos. En consecuencia, los de Acarigua presentan sus quejas ante el capitán general para que tomase medidas necesarias para dirimir diferencias limítrofes. A tal efecto, para solucionar el conflicto, el capitán general envía al corregidor, don Francisco Adán Granados quien dictará los primeros límites de Acarigua, la cual con el tiempo se constituyó en Parroquia Eclesiástica de Araure hasta 1875. Como consecuencia del conflicto se decidió la mudanza del pueblo de Acarigua para un nuevo sitio, entre las quebradas Chipa y Bumbí. Los acarigüeños desconocieron este mandato y en el lugar escogido se fundó el pueblo de Píritu, mientras Araure siguió ocupando el mismo lugar que había escogido García Campero en 1696.
El acta de fundación tiene fecha del 6 de junio de 1694. El lugar estaba a un lado de la Quebrada de Armo, sin embargo, fue mudada 1696 al lado de la Quebrada de Araure, lugar que hoy ocupa, por tener una mejor provisión de agua. El obispo Mariano Martí visitó Araure en 1778 y la denominó villa de Nuestra Señora del Pilar de Araure con 2.841 habitantes. En las cercanías de este poblado se libró el 5 de diciembre de 1813 la Batalla de Araure, donde luego de la derrota de Tierritas Blancas, cerca de Barquisimeto, el 10 de noviembre del mismo año, Bolívar se enfrentó a los ejércitos combinados de José Ceballos, vencedor de Tierritas Blancas, y José Yáñez.

### Época de independencia
Al fracasar las fuerzas patrióticas en Barquisimeto el 10 de noviembre, Bolívar se retira a Valencia, rehace sus fuerzas y el día 25 del mismo mes vencía al realista Salomón en Vigirima. Días después salía para San Carlos y reuniría una fuerza de 3000 combatientes que la dividiría en cuatro batallones para atacar la ciudad de Araure.
En esta ciudad, se habían reunido los jefes realistas para proyectar estrategias castrenses y enterado Bolívar de estos planes y de la presencia de las fuerzas realistas, sale de San Carlos y a marchas forzadas, al atardecer del día 3 de diciembre, llegaban hasta el poblado de Agua Blanca, donde pernoctarían aquella noche. El día 4, acampaban en las inmediaciones de Araure, cerca del río Acarigua, para estar dispuestos a la cometida en cuanto se presentara la ocasión.
El 5 de diciembre de 1813, realistas y patriotas estaban dispuestos a medir sus fuerzas y se daba la Batalla de Araure, donde las tropas de Bolívar vengaban el desastre de “Tierra Blanca” en Barquisimeto. En la batalla librada en tierras araureñas, que se escenificó en el paraje conocido como “La Laguna de los Muertos” las fuerzas patrióticas derrotaron por completo a las fuerzas realistas en las inmediaciones de la ciudad de Araure.

#### Batalla de Araure
Entre las acciones guerreras emprendidas por Bolívar desde el occidente se destaca la Batalla de Araure.
Con Santiago mariño desde el oriente, Venezuela estaba bajo el control de los patriotas a mediados de 1813, a excepción de las provincias de Guayana y de Maracaibo.
En septiembre de 1813 los realistas recibieron refuerzos desde Cádiz extendiéndose a los enfrentamientos armados por todo el país, mientras los éxitos de los patriotas continuaron hasta fines de 1813.
En estos encuentros destaca la Batalla de Araure, en la que Simón Bolívar vence a José Ceballos.
El 3 de diciembre de 1813 tuvo conocimiento Simón Bolívar de que las fuerzas realistas (3500 hombres), bajo el mando del brigadier José Ceballos, se habían reunido con las de José Yáñez en la villa de Araure (Edo. Portuguesa), y en virtud de ello, dispuso que todos los cuerpos que se hallaban en El Altar y Cojedes concurriesen a la concentración que se llevaría a cabo en el pueblo Agua Blanca.
El día 4 marcharon los republicanos hacia Araure y acamparon a unos 1000 m del poblado, frente a los realistas, los cuales se habían desplegado a la entrada de la montaña del río Acarigua; con sus alas apoyadas en sendos bosques y cubierto su frente por una pequeña laguna; su espalda estaba guarnecida por un bosque; disponían, además, de diez piezas de artillería.
El día 5, la descubierta republicana empeñó la acción y de inmediato se vio flanqueada y cortada por una columna de caballería. La pequeña fuerza atacante fue virtualmente destruida. Entre tanto, Simón Bolívar desplegaba en batalla sus divisiones, para reanudar el ataque. El coronel Manuel Villapol se colocó a la derecha; el coronel Florencio Palacios en el centro y el teniente coronel Vicente Campo Elías, con el batallón Barlovento, a la izquierda.
La caballería cubría los dos flancos del dispositivo. Como reserva fue destinado un cuerpo de caballería. Ante el ataque republicano, Ceballos hizo marchar su caballería contra la derecha de los atacantes, para distraerlos y desordenarlos, pero Bolívar, atento a este movimiento, empeñó su reserva, la cual desordenó y puso en fuga a la caballería contraria.
Esta intervención de Bolívar permitió la ruptura del frente enemigo, acción que produjo gran confusión dentro de la posición defensiva, con el consiguiente triunfo de los republicanos.
Una división fue encargada de recorrer el campo de batalla, el cual quedó cubierto de cadáveres y suministros de todas las clases, en tanto que de la persecución de los vencidos se encargó el propio Bolívar. Las fuerzas republicanas marcharon ese día a Aparición de la Corteza, donde Bolívar fijó su cuartel general provisional.
La batalla comenzó al amanecer y tuvo una duración de seis horas, aproximadamente. Las tropas realistas eran numéricamente superiores a los efectivos patriotas. Quedaron en poder de los patriotas 200 prisioneros, cuatro banderas y numerosas piezas de artillería. En este solo choque, apasionado y violento, perecieron alanceados más de 500 jinetes de Yáñez, el Ñaña de los llaneros. Aquí peleó el batallón que en la pasada jornada de Barquisimeto fue castigado por el Libertador, negándole el nombre y el derecho a llevar bandera.
Pero tan valientemente se comportó en la acción, que Bolívar dijo a los soldados al día siguiente:

Vuestro valor ha ganado ayer en el campo de batalla, un nombre para vuestro cuerpo, y aún en medio del fuego, cuando os vi triunfar, le proclamé el Batallón Vencedor de Araure. Habéis quitado al enemigo banderas que en un momento fueron victoriosas; se ha ganado la famosa llamada invencible de Numancia.

La historia de Araure

### Guerra federal
La guerra federal fue aún más devastadora que la guerra emancipadora en los Estados Portuguesa, Apure y Barinas. Sobre todo en Portuguesa fue donde más se significó, ya que además de los atropellos y la pérdida de vidas en los enfrentamientos, las partidas de guerrilleros incontrolados, las pasiones y las rencillas produjeron más muertes y desgracias que los combates; además, los incendios provocados en casas, haciendas y corrales de ganado que sumieron en la ruina a muchas familias de entonces.
En los días de este incontrolado movimiento y en las inmediaciones de Araure, concretamente en Tapa de Piedra, el 4 de abril de 1859, se escenificó un cruento combate entre las fuerzas revolucionarias del general Zamora y las del conservador Manuel Herrera. Después de casi tres horas de enfrentamiento, Herrera perdía la contienda y tuvo que huir con los sobrevivientes camino de Ospino.

### SigloXXI
A lo largo de su historia la ciudad ha presentado una serie de incidencias, de las cuales las más importantes han sido las siguientes:
- El 27 de julio de 2018 la Superintendencia Nacional para la Defensa de los Derechos Socioeconómicos comisó 188 000 kilogramos de café tostado y molido ya que el producto estaba retenido intencionalmente, sin marcar su precio, para ser vendido cuando el precio subiera.[3]

## Demografía
Consta de unos 200.000 habitantes que representan un 17,27% de la población total del estado en el 2010. Por su proximidad con la ciudad de Acarigua, ambas urbes conforman en la actualidad el Área Metropolitana de Acarigua-Araure, con una población aproximada de 481.000 habitantes para el año 2010, que la convierte en la conurbación más importante de los Llanos venezolanos. 
Dado que el área del municipio es de 640 km² tiene una densidad de población de 236,46 hab/km²,  muy superior a la media nacional de 29,71 y  a la estadal de 57,66.
La tasa de alfabetización de la población es de un 94,3%, lo que implica que aún quedan en el municipio 6.894 personas que no saben leer ni escribir.
En virtud del conjunto de características ruralistas, principalmente por el binomio agricultura-ganadería, se han generado numerosas industrias transformadoras agroindustriales y de servicios. El conjunto de Acarigua-Araure, hoy da lugar a una de las ciudades más promisorias del país.

## Economía
Es considerada junto a Acarigua como las ciudades gemelas y principal centro económico, agroindustrial y comercial del estado. La agricultura es el puntal de la economía local, específicamente resaltan la siembra de arroz, de maíz, caña de azúcar, sorgo, en sus predios funcionan grandes plantas productoras y procesadoras de aceites comestibles, maíz, caña de azúcar, alimentos para animales, así como molinos de arroz, industrias metalmecánicas, lo que ha llevado a consolidarla en conjunto con su estratégica ubicación como epicentro de servicios y comercio, de fácil comunicación con todo el país. A esta región se le considera como la capital económica, no solo del Estado Portuguesa sino de todos los llanos occidentales. Aun cuando Barquisimeto ejerce dominio sobre esta conurbación, en los aspectos relativos a producción, comercialización y gerencia de productos agrícolas, ha alcanzado hoy día su autonomía. Su desarrollo ha permitido la consolidación como centro de servicios y comercio.

## Sitios y lugares
En cuanto a equipamientos, la ciudad se encuentra muy bien servida. Araure esconde sitios naturales, históricos y arquitectónicos que brinda una gama de opciones a quienes se acercan a esta parte del llano. En sus campos se libró la épica Batalla de Araure desde el amanecer del 5 de diciembre de 1813, la lid librada por el Libertador y el ejército patriota contra los realistas; en sus adyacencias y con el fin de proteger la cuenca hidrográfica de la Quebrada de Araure en 1970 se declaran 615 hectáreas como zona protectora bautizada como Parque Mittar Nakichenovich. Asimismo, se erige en el sitio desde donde Bolívar dirigió las acciones el Monumento El Túmulo una columna en la que se inscribe la arenga al “Batallón Sin Nombre”.
Si desea ver a los guacharos, el ave nocturna conocida por las cuevas en Maturín, no es necesario que se traslade a esa entidad, subiendo al caserío Quebrada Seca en la zona alta, escondido existe un tesoro natural representado en la Gruta de los Guacharos o Cueva de los Gavilanes como fue llamada por los lugareños al no conocer a la especie de ave, una caverna de gran belleza y atributos propios de estas formaciones geológicas.
Si de esparcimiento se trata, el Balneario Quebrada de Araure ofrece sus aguas en un parque recreativo. Por último, se recomienda no pasar por alto conocer la Iglesia Nuestra Señora del Pilar una estructura que data del siglo XVIII declarado Monumento Histórico Nacional, un reflejo histórico de los tiempos pasados.. Desde el punto de vista del servicio asistencial, se encuentran presentes desde ambulatorios hasta hospitales como lo es el caso del Hospital Universitario Dr. Jesús María Casal Ramos, este servicio está complementado por el sector privado con clínicas y consultorios médicos. El equipamiento educacional está constituido por una gama que abarca desde preescolares hasta nivel superior como por ejemplo la Universidad Experimental Simón Rodríguez, Universidad Fermín Toro, Universidad Yacambú Núcleo Portuguesa y la Universidad de las Fuerzas Armadas (UNEFA). Algunos otros equipamientos puntuales:
- Recreativo
  - Zona Protectora Nacional Mitar Nackichenovich (con permisología)
  - Parque Raúl Leoni
  - Parque Metropolitano
  - Cuevas, de las Nacientes de la Quebrada de Araure, Los Gavilanes, Las Dos Bocas y otras
  - Balneario de la Quebrada de Araure
  - Balneario Natural del Río Acarigua, y sitio de Pesca, (en Tiempo Invernal)

- Comercial
  - Llano Mall Ciudad Comercial http://www.llanomall.com/new/ (Acarigua)
  - Centro Comercial Buenaventura
  - Centro comercial Casa de Hacienda
  - Centro Comercial La Fuente

- Plazas
  - Plaza Bolívar

- Complejos deportivos
  - Estadio José Antonio Páez
  - Estadio Bachiller Julio Hernández Molina
  - Velódromo Ciudad de Araure

- Cultural y religioso:
  - Iglesia Nuestra Señora del Pilar

## Crecimiento urbano
En cuanto al desarrollo urbanístico de Araure, el cual en los últimos 10 años un gran crecimiento en el sector viviendas y comercial, con la construcción de grandes proyectos urbanísticos en lo que es la zona norte de la ciudad. Se produce de forma armónica y equilibrada y con base en un esquema de planeamiento razonable; muestra un crecimiento apreciable principalmente hacia el sector Noreste. Es importante recalcar que esta ciudad presenta una dinámica significativa, en primer lugar porque constituye punto de paso de población proveniente de ciudades importantes como Barquisimeto, San Carlos y Guanare, y en segundo lugar pero no menos importante la actividad agrícola y pecuaria y todo el progreso que las mismas generan. La expansión ocurre en forma concéntrica y responde al sentido que tienen las vías regionales: al Norte Barquisimeto, al Noreste San Carlos, al Suroeste Guanare y al oeste Camburito.

## Turismo
En parte de turismo de estas ciudad esta:
El balneario Quebrada de Araure es uno de sus atractivos. Se trata de una quebrada de claras y limpias aguas, localizada en la vía Araure-Acarigua, donde los turistas pueden disfrutar de un agradable rato. Cuenta, además, con un parque recreativo donde se puede divertir toda la familia.
Entre los sitios históricos resaltantes, destaca El Túmulo, un monumento a la batalla de Araure, que se encuentra a un lado de la carretera Panamericana. Esta lucha fue especial, pues constituyó uno de los dos únicos combates que hizo Simón Bolívar cuerpo a cuerpo.
La iglesia Nuestra Señora del Pilar de Zaragoza, localizada frente a la plaza Bolívar, es otra parada obligada en Araure. Su arquitectura conserva el estilo colonial, propio del siglo XVIII, mezclado con el barroco que le otorga gran majestuosidad. Es la única iglesia colonial de Venezuela que cuenta con un coro independientemente de las puertas de entrada principal del templo. Allí fue bautizado José Antonio Páez, y fue aquí donde en 1813 El Libertador Simón Bolívar oró antes del triunfo de la Batalla de Araure. Fue declarada Monumento Nacional en 1955.
Por último, aquel que pasee por Araure no puede dejar de conocer el hermoso Parque Mittar Nakichenoviche, quien fuera un Ingeniero Ambiental de origen Yugoslavo, llegado a esta zona en 1949, con la noble tarea de reforestar vastas áreas, encontradas hasta ese entonces en un deplorable estado. Este parque se crea para proteger la cuenca hidrográfica donde nace la Quebrada de Araure. La idea es recuperar y preservar las áreas verdes; de entre las personas encargadas de esta tarea hoy día, se encuentra Don César González, el Hombre Árbol, como le llaman sus coterráneos, octogenario de gran espíritu, empecinado en lograr todas estas metas ambientalistas.

## Transporte
La ciudad cuenta con el Aeropuerto Gral. Bgda. Oswaldo Guevara Mujica de Araure, que se ubica al oeste de la ciudad y mantiene vuelos privados, principalmente hacia Caracas, es operado por el Instituto Autónomo Bolivariano Aeropuertos del Estado Portuguesa (IABAEP). Está actualmente  está en plena reconstrucción el aeropuerto debido a las órdenes del exgobernador de Portugués Wilmar Castro  aprobó 28 millardos de bolívares para la ampliación y reconstrucción de este, con la necesidad de ampliarlo e incorporar "Bomberos Aéreos", en donde se contempla el crecimiento vertical de las instalaciones del aeropuerto, el establecimiento de locales comerciales, el mejoramiento del servicio médico y los servicios de navegación; además del área de maniobras (pista). Araure también cuenta con un Terminal de Transporte al norte, cercano a la vía que comunica con San Carlos, el cual se encarga de cubrir rutas urbanas e interurbanas. Un punto importante a resaltar es que el Instituto Autónomo de Ferrocarriles dentro del macro – proyecto “Sistema Ferroviario Nacional” está llevando a cabo el Tramo Simón Bolívar que contempla la conexión de Puerto Cabello con Acarigua, el cual rehabilitando estructuras existentes, busca satisfacer la demanda de transporte de manera eficiente y mejorar significativamente la comunicación entre los centros poblados que se ven positivamente impactados.

## Universidades
- Universidad Nacional Experimental Simón Rodríguez Núcleo Araure.
- Universidad Fermín Toro Núcleo Araure-Acarigua.
- Universidad Bolivariana de Venezuela.
- Universidad Nacional Experimental Romulo Gallegos Extensión Portuguesa.
- Universidad Yacambú.
- Colegio Universitario Monseñor De Talavera Extensión Portuguesa-Araure.
- Universidad Nacional Abierta Extensión Portuguesa-Araure.

- Unearte: Universidad Experimental para las Artes

Acarigua-Araure

## Ciudades hermanadas
- Acarigua.
- Barquisimeto.